# Kunova
Kunova je naselje v Občini Gornja Radgona.